# 依仁里
依仁里，是台灣南部自明鄭時期至日治初期的一個行政區劃，其範圍即今台南市的仁德區東南部。
依仁里西邊為文賢里，北邊為仁德南里，東邊為崇德西里，南邊為長治一圖里、長治二圖里。

## 管轄街庄
依仁里共轄3個庄：
- 今仁德區境內：港墘庄、中洲庄、二橋庄